# Wace

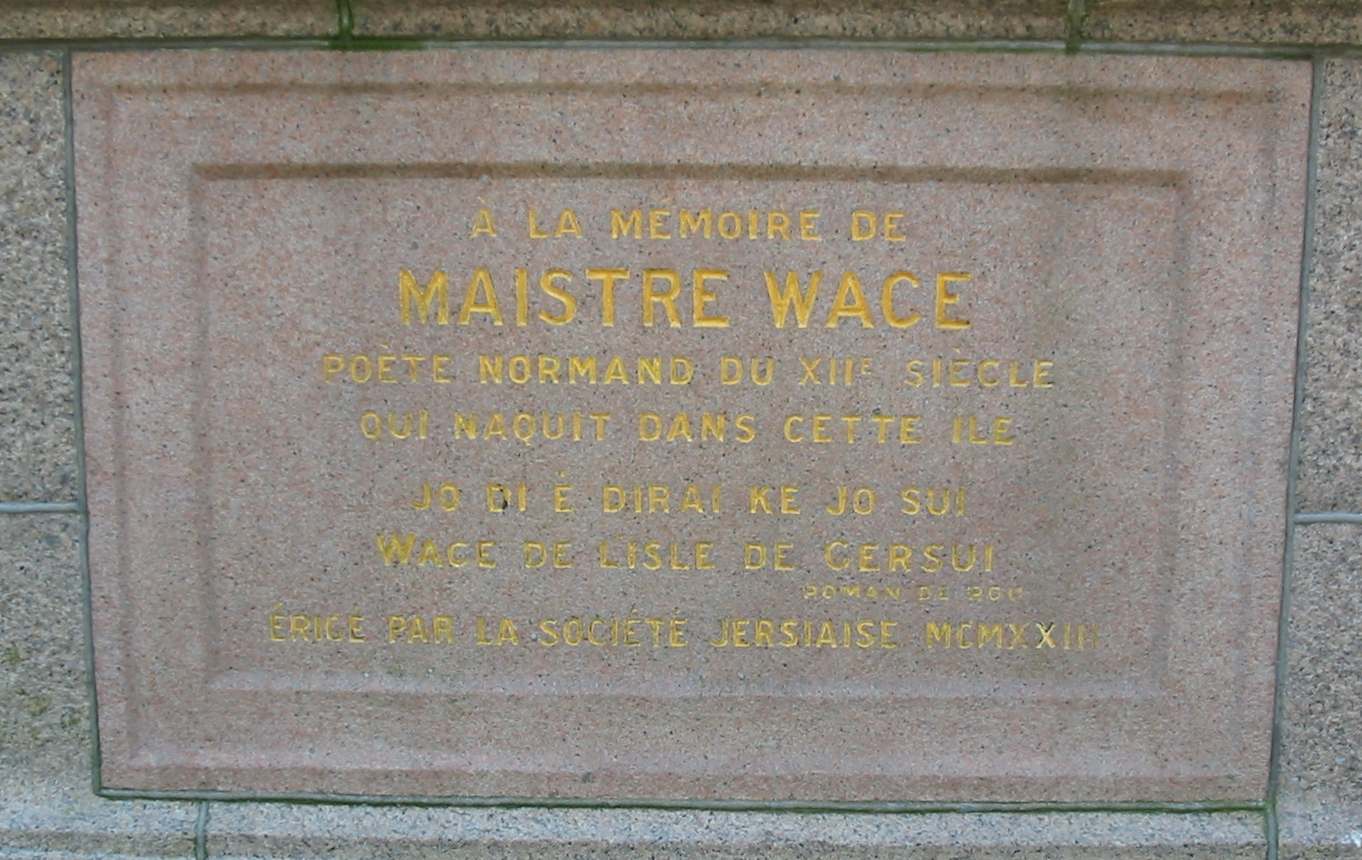
Placa en memoria de Wace en el Vièr Marchi de Saint-Hélier.

Wace, nacido alrededor de 1115 en la isla de Jersey y muerto después de 1170, fue un poeta normando.
Pasó su juventud en Caen y estudió o en Chartres o en París. Hacia el final de su vida era canónigo en Bayeux. Se le conoce por sus tres principales obras:
- Una serie de vidas de santos: San Nicolás, Santa Margarita y la Concepción de Nuestra Señora, compuestas en octosílabos.
- El Roman de Brut o Brut de Inglaterra (hacia 1155), dedicada a Leonor de Aquitania.
- El Roman de Rou, una epopeya sobre los duques de Normandía.

El Roman de Brut, en el que se inspiró entre otros Chrétien de Troyes, está inspirado ampliamente de la Historia Regum Britanniae de Geoffroy de Monmouth. Wace cuenta la leyenda del Rey Arturo introduciendo en ella elementos franco-normandos destacando el papel de la Mesa Redonda. También dio el nombre de Excalibur a la espada de Arturo y agrupó a los caballeros cristianos con algunas tradiciones celtas, asociación de la que nacerán los Caballeros de la Mesa Redonda.